# Alessandra Sardoni
Alessandra Sardoni (Roma, 5 maggio 1964) è una giornalista e conduttrice televisiva italiana.

## Biografia
Laureata in Filosofia del linguaggio sotto la direzione del linguista Tullio De Mauro, ha cominciato la carriera giornalistica lavorando per l'edizione di Napoli de la Repubblica e per Mediaset. Nel 1991 ha iniziato a lavorare per il telegiornale di Videomusic, VM Giornale. Dal 1994 è cronista parlamentare e si occupa di politica, prima per Videomusic, poi per TMC/LA7, del cui telegiornale è una degli inviati di punta. Nel 2002 è diventata inviata. Ha condotto Otto e mezzo, assieme a Pietrangelo Buttafuoco nell'estate 2007 e con Lanfranco Pace nel 2008.
Sempre su LA7, la mattina conduce il programma di informazione Omnibus, alternandosi con Edgardo Gulotta, Gaia Tortora e Andrea Pennacchioli.
Nell'estate 2014 ha condotto In onda, in coppia con Salvo Sottile. Collabora con il quotidiano Il Foglio. Nel biennio 2013-2014 è diventata la prima donna a ricoprire il ruolo di presidente dell'associazione stampa parlamentare. Nel giugno 2015 le è stato assegnato il Premiolino, il più antico e prestigioso premio giornalistico italiano.

## Televisione
- Otto e mezzo, LA7 (2003)
- Omnibus LA7 (2010, 2022)
- Speciale TG LA7 - #maratonamentana (2011 - in corso)
- In onda, LA7 (2014)

## Opere
- Il fantasma del leader. D'Alema e gli altri capi mancati del centrosinistra, Marsilio Editori, 2009.
- Irresponsabili. Il potere italiano e la pretesa dell'innocenza, Rizzoli, 2017.